# James DeGale
James Frederick DeGale (Londres, 3 de febrero de 1986) es un deportista británico que compitió en boxeo. Participó en los Juegos Olímpicos de Pekín 2008, obteniendo una medalla de oro en el peso medio.
En febrero de 2009 disputó su primera pelea como profesional. En mayo de 2015 conquistó el título internacional de la AMB, en la categoría de peso supermediano; en junio de 2013 ganó el título del CMB de la categoría supermediano, y en mayo de 2015 conquistó el título de la IBF, categoría supermediano.
En su carrera profesional tuvo en total 29 combates, con un registro de 25 victorias, 3 derrotas y un empate.

## Palmarés internacional
| Juegos Olímpicos | Juegos Olímpicos | Juegos Olímpicos | Juegos Olímpicos |
| Año              | Lugar            | Medalla          | Categoría        |
| ---------------- | ---------------- | ---------------- | ---------------- |
| 2008             | Pekín (China)    | Medalla de oro   | 75 kg            |

## Récord profesional
| 25 Ganadas (15 KOs), 3 Derrotas y 1 Empate |        |                        |      |               |            |                                                         | |
| Res.                                       | Récord | Oponente               | Tipo | Rd., Tiempo   | Datos      | Localidad                                               | Notas |
| D                                          | 25–3–1 | Chris Eubank Jr.       | UD   | 12            | 23/02/2019 | O2 Arena, Greenwich, Londres, Inglaterra                | Por el título vacante de la IBO del peso supermediano                                                                  |
| G                                          | 25–2–1 | Fidel Monterrosa Muñoz | KO   | 3 (8), 2:57   | 2018-09-30 | Citizens Business Bank Arena, Ontario, California, U.S. | |
| G                                          | 24–2–1 | Caleb Truax            | UD   | 12            | 2018-04-07 | The Joint, Paradise, Nevada, U.S.                       | Gana el título mundial de la IBF peso supermediano                                                                     |
| D                                          | 23–2–1 | Caleb Truax            | MD   | 12            | 2017-12-09 | Copper Box Arena, Londres, Inglaterra                   | Pierde el título mundial de la IBF peso supermediano                                                                   |
| E                                          | 23–1–1 | Badou Jack             | MD   | 12            | 2017-01-14 | Barclays Center, New York City, New York, US            | Retiene el título mundial de la IBF; Por el título mundial de la WBC y el título de The Ring vacante peso supermediano |
| G                                          | 23–1   | Rogelio Medina         | UD   | 12            | 2016-04-30 | DC Armory, Washington D. C., US                         | Retiene el título mundial de la IBF del peso supermediano                                                              |
| G                                          | 22–1   | Lucian Bute            | UD   | 12            | 2015-11-28 | Videotron Centre, Quebec City, Quebec, Canadá           | Retiene el título mundial de la IBF del peso supermediano                                                              |
| G                                          | 21–1   | Andre Dirrell          | UD   | 12            | 2015-05-23 | Agganis Arena, Boston, Massachusetts, US                | Gana el título mundial vacante de la IBF del peso supermediano                                                         |
| G                                          | 20–1   | Marco Antonio Peribán  | TKO  | 3 (12), 0:30  | 2014-11-22 | Echo Arena, Liverpool, Inglaterra                       | |
| G                                          | 19–1   | Brandon Gonzáles       | TKO  | 4 (12), 1:58  | 2014-05-31 | Wembley Stadium, Londres, Inglaterra                    | |
| G                                          | 18–1   | Gevorg Khatchikian     | TKO  | 11 (12), 2:58 | 2014-03-01 | City Academy Sports Centre, Bristol, Inglaterra         | Retiene el título WBC Silver del peso supermediano                                                                     |
| G                                          | 17–1   | Dyah Davis             | UD   | 12            | 2013-11-16 | Bluewater, Stone, Inglaterra                            | Retiene el título WBC Silver del peso supermediano                                                                     |
| G                                          | 16–1   | Stjepan Božić          | RTD  | 4 (12), 3:00  | 2013-06-08 | Bluewater, Stone, Inglaterra                            | Retiene el título WBC Silver del peso supermediano                                                                     |
| G                                          | 15–1   | Sébastien Demers       | KO   | 2 (8), 1:58   | 2013-05-17 | Casino du Lac-Leamy, Gatineau, Quebec, Canadá           | |
| G                                          | 14–1   | Fulgencio Zúñiga       | UD   | 12            | 2012-12-08 | Sports Arena, Hull, Inglaterra                          | Gana el título WBC Silver vacante del peso supermediano                                                                |
| G                                          | 13–1   | Hadillah Mohoumadi     | UD   | 12            | 2012-10-13 | Bluewater, Stone, Inglaterra                            | Retiene el título Europeo del peso supermediano                                                                        |
| G                                          | 12–1   | Cristian Sanavia       | TKO  | 4 (12), 2:58  | 2012-04-21 | Arena Nord, Frederikshavn, Dinamarca                    | Retiene el título Europeo del peso supermediano                                                                        |
| G                                          | 11–1   | Piotr Wilczewski       | MD   | 12            | 2011-10-15 | Echo Arena, Liverpool, Inglaterra                       | Gana el título Europeo peso supermediano                                                                               |
| D                                          | 10–1   | George Groves          | MD   | 12            | 2011-05-21 | The O2 Arena, Londres, Inglaterra                       | Pierde el título Británico supermediano; Por el título Commonwealth peso supermediano                                  |
| G                                          | 10–0   | Alpay Kobal            | TKO  | 5 (8), 1:37   | 2011-03-12 | Braehead Arena, Glasgow, Escocia                        | |
| G                                          | 9–0    | Paul Smith             | TKO  | 9 (12), 2:08  | 2010-12-11 | Echo Arena, Liverpool, Inglaterra                       | Gana el título Británico peso supermediano                                                                             |
| G                                          | 8–0    | Carl Dilks             | TKO  | 1 (10), 2:54  | 2010-09-18 | LG Arena, Birmingham, Inglaterra                        | Retiene el título WBA International peso supermediano                                                                  |
| G                                          | 7–0    | Sam Horton             | TKO  | 5 (12), 2:06  | 2010-05-15 | Boleyn Ground, Londres, Inglaterra                      | Gana el título vacante WBA International peso supermediano                                                             |
| G                                          | 6–0    | Matthew Barr           | TKO  | 2 (6), 1:38   | 2010-02-13 | Wembley Arena, Londres, Inglaterra                      | |
| G                                          | 5–0    | Nathan King            | PTS  | 4             | 2009-12-05 | Metro Radio Arena, Newcastle, Inglaterra                | |
| G                                          | 4–0    | Ally Morrison          | TKO  | 3 (6), 0:45   | 2009-10-30 | Echo Arena, Liverpool, Inglaterra                       | |
| G                                          | 3–0    | Ciaran Healy           | TKO  | 1 (4), 2:59   | 2009-07-18 | MEN Arena, Manchester, Inglaterra                       | |
| G                                          | 2–0    | Jindrich Kubin         | TKO  | 1 (4), 2:22   | 2009-05-15 | Odyssey Arena, Belfast, Irlanda del Norte               | |
| G                                          | 1–0    | Vepkhia Tchilaia       | PTS  | 4             | 2009-02-28 | National Indoor Arena, Birmingham, Inglaterra           | Debut |